# قناة ميكي للأطفال
قناة ميكي للأطفال أو ميكي كيدز (بالإنجليزية: mickey channel Arabic)‏ هي قناة فضائية موجهة للأطفال مجانية مقرها الرئيسي في جمهورية مصر في القاهرة، وتبث للجمهور العربي في منطقة الشرق الأوسط وشمال أفريقيا، ويستفيد منها جيدا كل من المغرب والجزائر
وشمال موريتانيا..(وهي قناة مميزة بأفلامها المدبلجة بالعربية. أطلقت القناة في 10 أكتوبر 2009 في دولة مصر. 12:09صباحاً بتوقيت غرينيتش. وكأي قناة مصرية تخصص القناة جزءا كبيرا من الفيلم المعروض لعرض باقة من الإعلانات.